# Georgios Iacovou
Georgios Kyriakou Iacovou (* 19. Juli 1938 in Peristeronopigi, Bezirk Famagusta) ist ein zyprischer Diplomat und parteiloser Politiker. Er war 1983–1993 und erneut 2003–2006 Außenminister der Republik Zypern.

## Werdegang
Iacovou absolvierte 1957 bis 1960 ein Ingenieursstudium an der Universität London. Anschließend arbeitete er als Elektromechanik-Ingenieur in Zypern, ging aber 1965 erneut nach England, wo er bei British Railways und Price Waterhouse arbeitete. Iacovou kehrte 1972 nach Zypern zurück und wurde Direktor des Cyprus Productivity Centre. Nach der türkischen Besetzung Nordzyperns gründete er im August 1974 eine Hilfsorganisation für in den Süden geflohene und vertriebene Zyperngriechen.
Von 1976 bis 1978 leitete er die Afrikaabteilung beim Hohen Flüchtlingskommissar der Vereinten Nationen in Genf. Iacovou war von Januar 1979 bis Januar 1983 zyprischer Botschafter in der Bundesrepublik Deutschland, zugleich war er auch in Österreich und der Schweiz akkreditiert. Parallel dazu absolvierte er einen Masterstudiengang in Internationalen Beziehungen an der Boston University im US-Bundesstaat Massachusetts.
Von September 1983 bis Februar 1993 (unter den Präsidenten Spyros Kyprianou und Georges Vassiliou) war er Außenminister seines Landes. Bei der zyprischen Präsidentschaftswahl 1998 war der Parteilose Iacovou der gemeinsame Kandidat der kommunistischen AKEL und der zentristischen DIKO. Er gewann den ersten Wahlgang mit 40,6 Prozent der Stimmen, unterlag aber in der Stichwahl mit 49,2 Prozent gegen Amtsinhaber Glafkos Klerides von der DISY.
Während der Präsidentschaft von Tassos Papadopoulos war Iacovou von März 2003 bis Juni 2006 noch einmal Außenminister der Republik Zypern. Anschließend wurde er zum Hochkommissar (Bezeichnung für Botschafter von Commonwealth-Staaten) Zyperns im Vereinigten Königreich ernannt. Staatspräsident Dimitris Christofias ernannte Iacovou im März 2008 zum Sonderbeauftragten und Chefunterhändler für die Verhandlungen zur Lösung des Zypernproblems. Diese Position hatte er bis zu seinem Eintritt in den Ruhestand 2013 inne.

## Ehrungen (Auswahl)
- Großkreuz des Verdienstordens der Bundesrepublik Deutschland
- Großkreuz des Ordens des Infanten Dom Henrique